# Eilandsecretaris
De eilandsecretaris staat het bestuurscollege van een Caribisch openbaar lichaam Bonaire, Sint Eustatius of Saba bij en is aanwezig bij vergaderingen van het bestuurscollege. De functie is inhoudelijk gelijk aan die van de gemeentesecretaris in Europees-Nederlandse gemeenten.
De eilandsecretaris wordt tezamen met de eilandgriffier ingesteld in artikel 124 van de Wet openbare lichamen Bonaire, Sint Eustatius en Saba.
De eilandsecretaris vervult op basis van de Veiligheidswet BES de rol van 'eilandelijk rampencoördinator' en is belast met coördinatie van de maatregelen en voorzieningen die het openbaar lichaam treft met het oog op een ramp of crisis en adviseert het bevoegd gezag over risico’s van rampen en crises.
De eilandgebieden van de Nederlandse Antillen kenden al een secretaris die in de Eilandenregeling Nederlandse Antillen werd aangeduid als 'secretaris van het eilandgebied'.

## Lijst van eilandsecretarissen
Bonaire
- Nereida (Nerry) Gonzalez ( 2010-2019)[1]
- vacant (2019-2021)
- Wendy Pelk (2021-2023)
- Christopher Frans (2023 - heden)

 Saba
- Tim Muller (2015-2023)
- Bram Streppel (2023 - heden)

 Sint Eustatius
- Koert Kerkhoff (2016-2018)